# Leichtathletik-Weltmeisterschaften 1991/Dreisprung der Männer

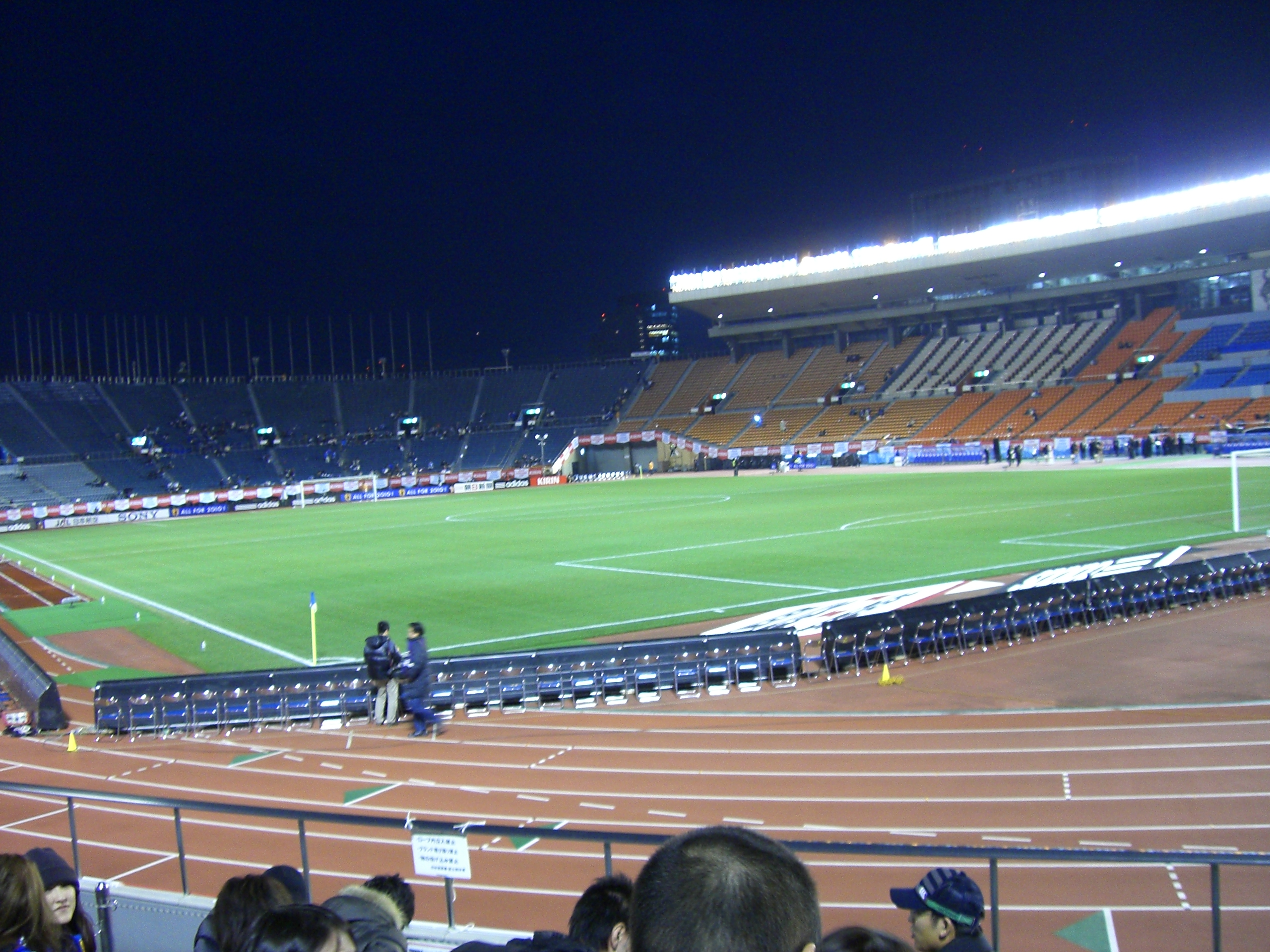
Das Olympiastadion in Tokio im Jahr 2008

Der Dreisprung der Männer bei den Leichtathletik-Weltmeisterschaften 1991 wurde am 25. und 26. August 1991 im Olympiastadion der japanischen Hauptstadt Tokio ausgetragen.
Mit Gold und Bronze errangen die US-amerikanischen Dreispringer in diesem Wettbewerb zwei Medaillen. Weltmeister wurde Kenny Harrison. Er gewann vor dem amtierenden Europameister Leonid Woloschin aus der Sowjetunion. Bronze ging an den Olympiazweiten von 1984 und Vizeweltmeister von 1987 Mike Conley Sr.

## Bestehende Rekorde
| Weltrekord               | 17,97 m | Willie Banks   | Indianapolis, USA       | 16. Juni 1985   |
| Weltmeisterschaftsrekord | 17,92 m | Christo Markow | WM 1987 in Rom, Italien | 30. August 1987 |

Der bestehende WM-Rekord wurde bei diesen Weltmeisterschaften nicht eingestellt und nicht verbessert.

## Windbedingungen
In den folgenden Ergebnisübersichten sind die Windbedingungen zu den jeweils besten Sprüngen benannt. Der erlaubte Grenzwert liegt bei zwei Metern pro Sekunde. Bei stärkerer Windunterstützung wird die Weite für den Wettkampf gewertet, findet jedoch keinen Eingang in Rekord- und Bestenlisten.

## Qualifikation
25. August 1991, 17:00 Uhr
37 Teilnehmer traten in zwei Gruppen zur Qualifikationsrunde an. Die Qualifikationsweite für den direkten Finaleinzug betrug 16,95 m. Acht Athleten übertrafen diese Marke (hellblau unterlegt). Das Finalfeld wurde mit den vier nächstplatzierten Sportlern auf zwölf Springer aufgefüllt (hellgrün unterlegt). So mussten schließlich 16,88 m für die Finalteilnahme erbracht werden.

### Gruppe A

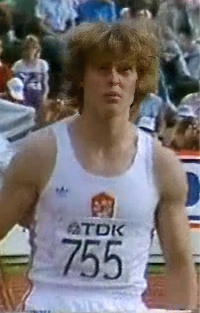
Mit seinen 16,58 m scheiterte Ján Čado in der Qualifikation

| Platz | Name                | Nation              | Resultat (m) / Wind (m/s) |
| 1     | Wassili Sokow       | Sowjetunion         | 17,16 / +0,5              |
| 2     | Yoelbi Quesada      | Kuba                | 17,13 / +1,4              |
| 3     | Kenny Harrison      | USA                 | 17,08 / +1,6              |
| 4     | Georges Sainte-Rose | Frankreich          | 17,07 / +1,1              |
| 5     | Brian Wellman       | Bermuda             | 17,02 / −0.3              |
| 6     | Oleg Denischtschik  | Sowjetunion         | 16,92 / −0.2              |
| 7     | Andrzej Grabarczyk  | Polen               | 16,88 / +0,9              |
| 8     | John Herbert        | Großbritannien      | 16,79 / +0,4              |
| 9     | Christo Markow      | Bulgarien           | 16,67 / +0,4              |
| 10    | Ján Čado            | Tschechoslowakei    | 16,58 / ±0,0              |
| 11    | Lotfi Khaida        | Algerien            | 16,54 / +1,3              |
| 12    | Zou Sixin           | Volksrepublik China | 16,35 / +0,6              |
| 13    | Marios Hadjiandreou | Zypern              | 16,04 / +0,9              |
| 14    | Santiago Moreno     | Spanien             | 16,04 / +2,3              |
| 15    | Paul Nioze          | Seychellen          | 15,72 / +0,8              |
| 16    | Lucian Sfiea        | Rumänien            | 15,27 / −0,4              |
| 17    | François Reteno     | Gabun               | 14,43 / −0,7              |
| NM    | Eugene Koranteng    | Ghana               | ogV                       |
| DNS   | Khalid Ahmed Mousa  | Sudan               |                           |

### Gruppe B

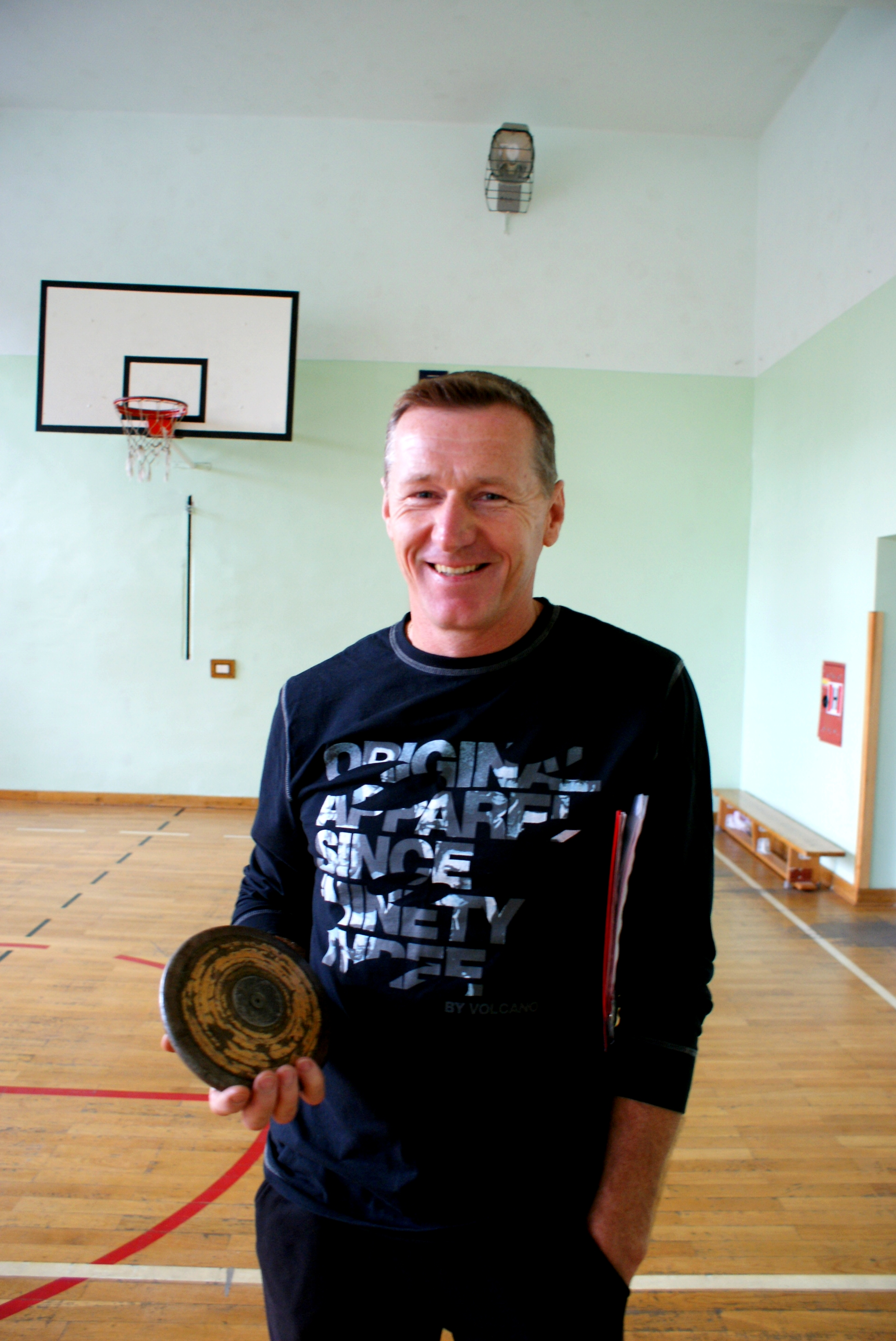
Eugeniusz Bedeniczuk (hier im Jahr 2011) reichten seine 16,76 m nicht zur Teilnahme am Finale

| Platz | Name                 | Nation              | Resultat (m) / Wind (m/s) |
| 1     | Leonid Woloschin     | Sowjetunion         | 17,29 / +0,2              |
| 2     | Tord Henriksson      | Schweden            | 17,07 / +0,6              |
| 3     | Mike Conley Sr.      | USA                 | 16,98 / +0,8              |
| 4     | Norifumi Yamashita   | Japan               | 16,88 / +0,5              |
| 5     | Ralf Jaros           | Deutschland         | 16,88 / +0,2              |
| 6     | Eugeniusz Bedeniczuk | Polen               | 16,76 / +2,0              |
| 7     | Frank Rutherford     | Bahamas             | 16,74 / +0,3              |
| 8     | Chen Yanping         | Volksrepublik China | 16,70 / k. A.             |
| 9     | Edrick Floréal       | Kanada              | 16,68 / +0,9              |
| 10    | Serge Hélan          | Frankreich          | 16,51 / −0,2              |
| 11    | Pierre Camara        | Frankreich          | 16,49 / −0,8              |
| 12    | Don Parish           | USA                 | 16,45 / +0,3              |
| 13    | Galin Georgiew       | Bulgarien           | 16,18 / +0,5              |
| 14    | Anisio Silva         | Brasilien           | 16,18 / +1,2              |
| 15    | Rogel Nachum         | Israel              | 15,90 / +0,9              |
| 16    | Toussaint Rabenala   | Madagaskar          | 15,82 / −0,6              |
| 17    | Benjamin Koech       | Kenia               | 15,74 / k. A.             |
| 18    | Jérôme Romain        | Dominica            | 15,49 / +1,0              |
| 19    | Lindford Castillo    | Belize              | 13,93 / +0,6              |

## Finale
26. August 1991, 16:40 Uhr
Anmerkung: Das Symbol "x" bedeutet "ungültig".

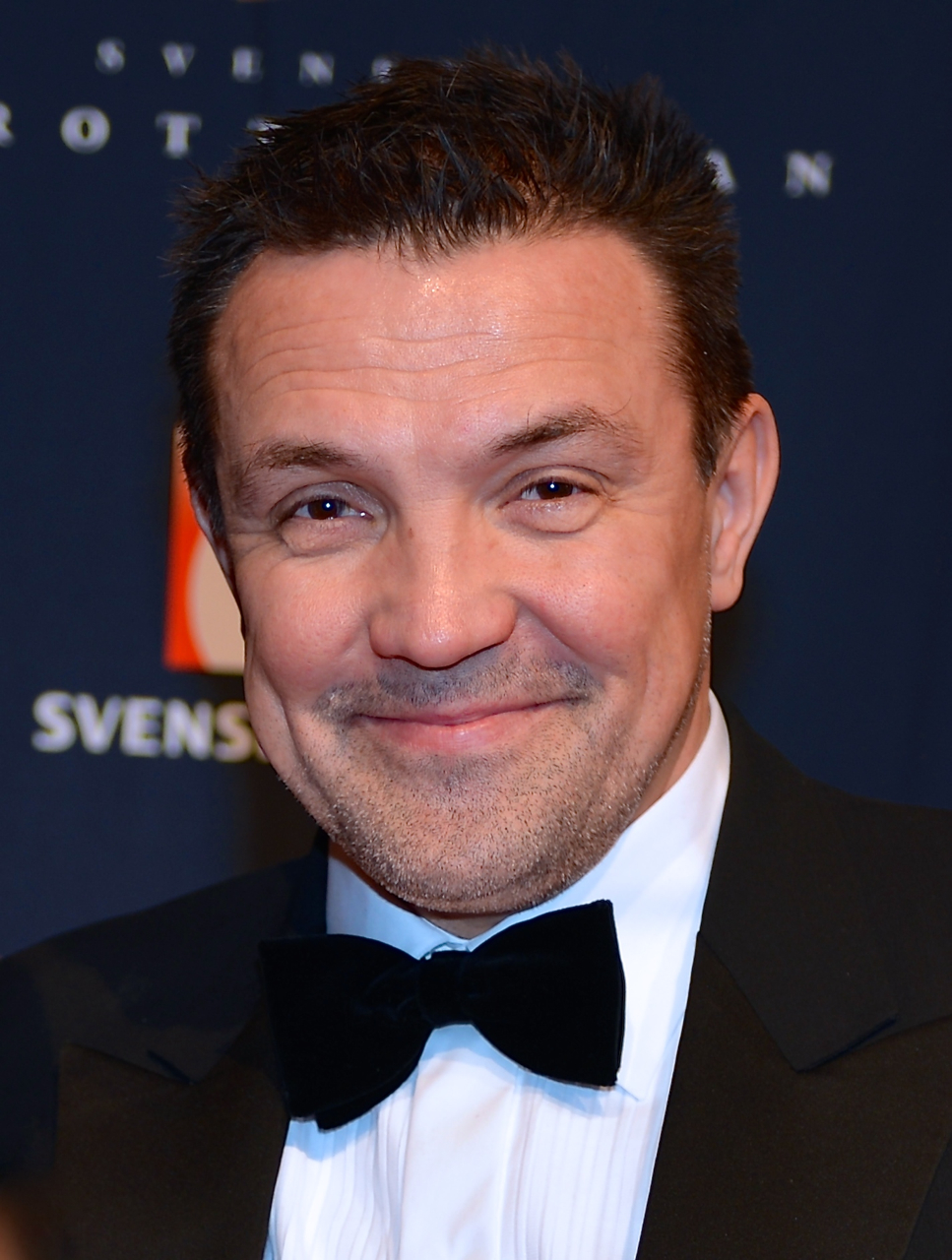
Der fünftplatzierte Tord Henriksson (Foto: 2014)

| Platz | Name                | Nation      | Resultat (m) / Wind (m/s) | 1. Versuch (m)                          | 2. Versuch (m)                          | 3. Versuch (m)                          | 4. Versuch (m)                           | 5. Versuch (m)                           | 6. Versuch (m)                           |
| 1     | Kenny Harrison      | USA         | 17,78 / −0,8              | x                                       | 17,78                                   | 17,41                                   | 17,59                                    | x                                        | 17,53                                    |
| 2     | Leonid Woloschin    | Sowjetunion | 17,75 / +1,0              | x                                       | 17,59                                   | 17,75                                   | 17,53                                    | x                                        | x                                        |
| 3     | Mike Conley Sr.     | USA         | 17,62 / +0,4              | x                                       | 17,62                                   | x                                       | 15,38                                    | x                                        | 17,61                                    |
| 4     | Wassili Sokow       | Sowjetunion | 17,28 / −0,4              | 17,22                                   | 17,28                                   | x                                       | 16,92                                    | 16,07                                    | x                                        |
| 5     | Tord Henriksson     | Schweden    | 17,12 / +0,5              | 17,12                                   | x                                       | x                                       | x                                        | 16,14                                    | x                                        |
| 6     | Brian Wellman       | Bermuda     | 16,98 / −0,5              | 16,98                                   | 16,57                                   | 16,09                                   | 16,46                                    | x                                        | 16,40                                    |
| 7     | Yoelbi Quesada      | Kuba        | 16,94 / −0,4              | 16,75                                   | 16,78                                   | 16,94                                   | 15,40                                    | 16,40                                    | x                                        |
| 8     | Georges Sainte-Rose | Frankreich  | 16,92 / −0,3              | 16,92                                   | x                                       | 16,52                                   | x                                        | x                                        | 16,21                                    |
| 9     | Ralf Jaros          | Deutschland | 16,76 / −2,1              | Ablauf in den Quellen nicht aufgelistet | Ablauf in den Quellen nicht aufgelistet | Ablauf in den Quellen nicht aufgelistet | nicht im Finale der besten acht Springer | nicht im Finale der besten acht Springer | nicht im Finale der besten acht Springer |
| 10    | Oleg Denischtschik  | Sowjetunion | 16,61 / −0,2              | Ablauf in den Quellen nicht aufgelistet | Ablauf in den Quellen nicht aufgelistet | Ablauf in den Quellen nicht aufgelistet | nicht im Finale der besten acht Springer | nicht im Finale der besten acht Springer | nicht im Finale der besten acht Springer |
| 11    | Norifumi Yamashita  | Japan       | 16,26 / −0,4              | Ablauf in den Quellen nicht aufgelistet | Ablauf in den Quellen nicht aufgelistet | Ablauf in den Quellen nicht aufgelistet | nicht im Finale der besten acht Springer | nicht im Finale der besten acht Springer | nicht im Finale der besten acht Springer |
| 12    | Andrzej Grabarczyk  | Polen       | 16,23 / −0,2              | Ablauf in den Quellen nicht aufgelistet | Ablauf in den Quellen nicht aufgelistet | Ablauf in den Quellen nicht aufgelistet | nicht im Finale der besten acht Springer | nicht im Finale der besten acht Springer | nicht im Finale der besten acht Springer |

- Der fünftplatzierte Tord Henriksson
(Foto: 2014)

## Videolinks
- 3388 World Track & Field 1991 Triple Jump Men Kenny Harrison auf youtube.com, abgerufen am 15. April 2020
- 3376 World Track & Field 1991 Triple Jump Men Leonid Voloshin auf youtube.com, abgerufen am 15. April 2020
- 3406 World Track & Field 1991 Triple Jump Men Mike Conley auf youtube.com, abgerufen am 15. April 2020